# Gastone Novelli
Gastone Novelli (* 1. Juli 1925 in Wien; † 22. Dezember 1968 in Mailand) war ein italienischer Maler, Grafiker, Keramiker und Kunstdozent.

## Leben
Am 1. Juli 1925 wurde Gastone Novelli in Wien geboren. Die Schulzeit verbrachte er in Italien. Er kämpfte während des Zweiten Weltkrieges in der Resistenza, wurde im Oktober 1943 zum Tode verurteilt und nach der Befreiung Roms am 3. Juli 1944 befreit. 1947 und 1949 hielt er sich in Zürich auf, wo er Max Bill traf. Es entstanden Novellis erste Grafiken. Von 1950 bis 1954 lebte er als Dozent für Design und Komposition in São Paulo. 1951, 1953, 1964 und 1968 nahm er an der Biennale di Venezia teil. Anfang 1955 ließ er sich in Rom nieder, wo er u. a. Afro, Corrado Cagli, Enrico Prampolino, Achille Perilli und später Cy Twombly kennenlernte. Reisen führten ihn unter anderem nach Paris, wo er Man Ray, Tristan Tzara und André Masson traf und 1962 nach Griechenland. Seine Eindrücke hielt er in einem gezeichneten Reisetagebuch fest. 1967 lebte und arbeitete er in Venedig. Im Oktober erhielt er einen Lehrauftrag der Accademia di Belle Arti di Brera in Mailand. Er konnte ihn nicht mehr beenden, da er im Dezember an den Folgen einer Schilddrüsenoperation starb.

## Werk
Durch Max Bill lernte Novelli Positionen der Konkreten Kunst kennen und malte anfänglich geometrisch-abstrakt. Als Dozent und Übersetzer beschäftigte er sich mit den Theorien Paul Klees. Dessen Auffassung von Zeichen beeinflussten seinen Stil nachhaltig. Novelli ging in seiner künstlerischen Arbeit von Punkt, Linie und Oberfläche aus, die er in Flächen ohne Zentralperspektive konzentrierte. Er verdichtete Objekte zu vereinfachten Zeichen, die er auf dem Bildgrund mit Texten und Beschriftungen anordnete. Er umschrieb diese Herangehensweise mit dem Satz „Malen ist zeichnen mit Zeichen“. Auch informelle gestische Elemente finden sich fast durchgehend in seinem Werk. 